# Kościół Wniebowzięcia Najświętszej Maryi Panny w Buszczu
Kościół pw. Wniebowzięcia Najświętszej Maryi Panny w Buszczu – zabytkowa świątynia rzymskokatolicka, obronny kościół parafialny w dawnym miasteczku Buszcze (obecnie wieś w rejonie brzeżańskim obwodu tarnopolskiego na Ukrainie). Dawniej w kościele znajdował się łaskami słynący obraz Matki Boskiej Buszczeckiej.

## Historia

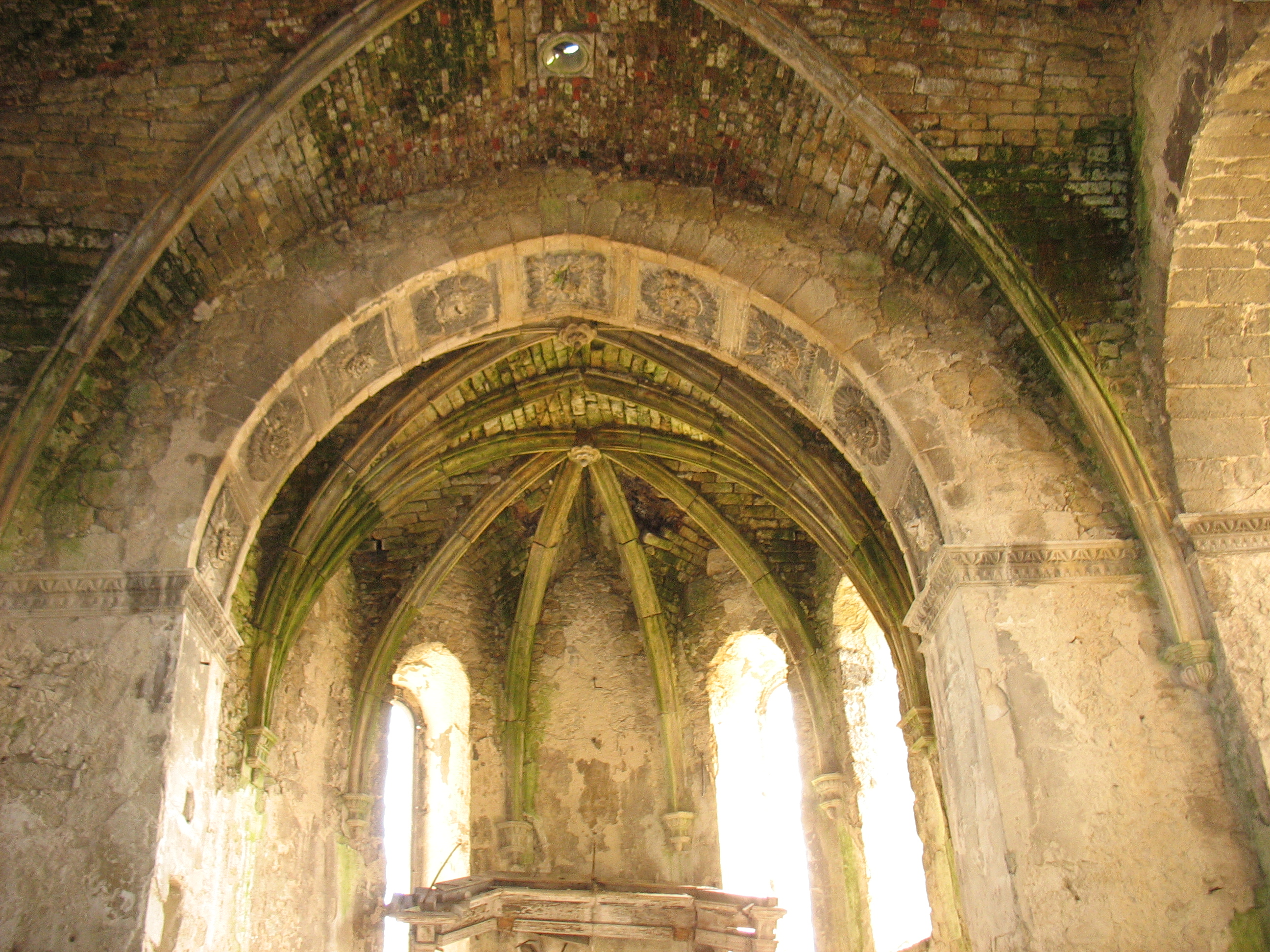
Elementy gotyckie i renesansowe

Budowa kościoła trwała w latach 1624–1638. Podczas najazdu tatarskiego w 1674 świątynia została zdobyta i spalona przez najeźdźców. Uszkodzony kościół odbudowano na początku XVIII w. dodatkowo wzmacniając mury przyporami z kamienia. Przy okazji remontu świątyni w drugiej połowie XIX wieku rozebrano mury obronne i baszty.
W 1944 ostatni miejscowy proboszcz ks. Filip Zając zmuszony był opuścić wieś. Podczas II wojny światowej świątynia została znacznie uszkodzona. Przez jakiś czas kościół wykorzystywano jako magazyn nawozów sztucznych, a potem stał on pusty, popadając w ruinę.
Po upadku władzy radzieckiej kościół wysprzątano. W 2009 roku proboszcz parafii św. Apostołów Piotra i Pawła w Brzeżanach ks. Andrzej Remineć (Андрій Ремінець) podjął się odnowienia zrujnowanej świątyni. W czerwcu 2014 roku żeby zahamować niszczenie kościoła, rozpoczęto odnowę dachu. 26 lipca 2015 roku kopia cudownego obrazu Matki Bożej z głównego ołtarza, uratowanego w 1944 przez niemieckiego oficera Georga Franca i znajdująca się w Racławicach Śląskich, miała przybyć do Buszcza.
W niedzielę 26 lipca 2015 roku o godzinie czwartej po południu ks. Leon Mały, biskup pomocniczy archidiecezji lwowskiej, przy współudziale księży i wielu ludzi poświęcił kopie obrazów podczas mszy świętej.
Nad rzeźbiarskim wyposażeniem kościoła pracował Jan Pfister.
W latach 2014–2018 poza dachem wykonano nowe tynki, stolarkę, ołtarz główny, rzeźby, inne elementy wyposażenia itp.